# Pseudonortonia sudanensis
Pseudonortonia sudanensis är en stekelart som först beskrevs av Schulthess 1923.  Pseudonortonia sudanensis ingår i släktet Pseudonortonia och familjen Eumenidae. Inga underarter finns listade i Catalogue of Life.